# Дует для двох скрипок (Джонстон)
Дует для двох скрипок (англ. Duo for Two Violins) — музичний твір Бена Джонстона, написаний 1978 року.
Дует було написано 1978 року американським композитором Беном Джонстоном на замовлення скрипичного дуету Боу Лемкеса і його дружини Жанни Вос. Цей рік став одним з найуспішнішим комерційно для Джонстона: композитор отримав четверте замовлення за рік (після Сюїти для мікротонового фортепіано, «Двох сонетів Шекспіра» та Strata) і вперше в кар'єрі мав більше замовлень, ніж міг виконати. Він продовжував писати мікроінтервальну музику, саме цим зацікавивши дует Лемкеса та Вос, які вже до цього грали у незвичному, 31-тоновому рівномірно-темперованому строї (31 EDO), який винайшов нідерландський фізик та музикант Адріан Фоккер.
Дует складається з трьої частин — «Фуга», «Арія» та «Токата», — і має неокласичний характер. Музикознавиця Хайді фон Гунден порівнювала його із двома іншими творами Джонстона для струнних: Sonata for Two та Three Chinese Lyrics. Основною відмінністю стало те, що Джонстон вперше у своїх творах для струнних використав складну п'ятивимірну музичну «решітку» звуків, засновану на простих числах 2, 3, 5, 7, 11 та 13. Через це твір містить музичні інтервали, які виражаються співвідношеннями частот, що зазвичай не використовуються (наприклад 33/32 або 195/128).
Прем'єра твору відбулася у виконанні дуету Лоренса Шапіро та Пола Прімуса в листопаді 1979 року в Чиказькій публічній бібліотеці. За словами очевидців, композицію, яка поєднувала відомі музичні форми із нюансами розширеного чистого строю, які підвищували чіткість звучання, зустріли стоячою овацією. Ноти Дуету для двох скрипок вийшли у видавництві Smith Publications 1985 року.